# ГЕС Шілунба
ГЕС Шілонг (石龙水电站) — гідроелектростанція на північному сході Китаю у провінції Цзілінь. Знаходячись після ГЕС Shuānggōu, входить до складу каскаду на річці Сунцзян, правій притоці Toudao Songhua, котра, своєю чергою, є лівою твірною Сунгарі (велика права притока Амуру).
У межах проєкту річку перекрили бетонною гравітаційною греблею висотою 44 метри та довжиною 204 метри. Вона утримує водосховище з об'ємом 400,5 млн м3 та припустимим коливанням рівня поверхні в операційному режимі між позначками 478 та 479 метрів НРМ (під час повені до 483 метри НРМ).
Зі сховища через прокладений у лівобережному масиві тунель ресурс подається до розташованого всього за півтори сотні метрів машинного залу, при цьому відстань між останнім та водозабором по річищу становить прибл. 4,5 км. Основне обладнання станції становлять дві турбіни типу Френсіс потужністю по 35 МВт, які забезпечують виробництво 126 млн кВт·год електроенергії на рік.